# انجمن مفاخر معماری ایران
انجمن مفاخر معماری ایران به همت جمعی از پیشکسوتان و دست اندرکاران عرصه‌های گوناگون معماری مانند ایرج اعتصام، علی اکبر صارمی، سیاوش تیموری، داوید اوشانا و با اهداف فرهنگی و حمایتی شکل گرفته‌است. انجمن در تاریخ ۱۳۸۲/۱۲/۲۵ به شماره ثبت ۱۶۳۹۲ به ثبت رسیده و مرکز اصلی انجمن در استان تهران شهرستان تهران واقع است.

## برخی فعالیت‌های انجمن
پیشنهاد ثبت روز معمار در تقویم رسمی کشور
در سال ۱۳۸۸ وزارت مسکن و شهرسازی و انجمن مفاخر معماری ایران پیشنهاد ثبت ملی روز معمار و معماری را بر نام شیخ بهایی‌ ارائه کردند که به تأیید شورای فرهنگی عمومی رسد و به شورای عالی انقلاب فرهنگی ارسال شد...
همچنین سید هادی میرمیران، معمار برجسته معاصر کشورمان که از وی آثار بارزی در معماری و شهرسازی برجای مانده‌است خود پیشنهاد دهنده اختصاص یک روز از تقویم رسمی کشور به موضوع معماری بود. به دلیل فوت وی مقارن با روز معماری، هر ساله به هنگام بزرگداشت این روز مراسم یادمان زنده‌یاد میرمیران نیز برگزار می‌شود.
تاریخ شفاهی معماری و شهرسازی ایران
تهیه و تدوین تاریخ شفاهی معماری و شهرسازی به پیشنهاد انجمن مفاخر معماری ایران و با همکاری مرکز اسناد و کتابخانه ملی ایران در سال ۱۳۸۳ انجام شد.
همچنین در راستای اهداف حمایتی انجمن در تشکیل نهادها و موسسات پژوهشی، در سال ۱۳۹۰ مؤسسه تاریخ شفاهی معماری و شهرسازی اندیشه معاصر با همکاری و حمایت انجمن مفاخر معماری ایران به ثبت رسید و آغاز به کار کرد.
در این راستا پروژه‌هایی همچون تاریخ شفاهی محمد امین میرفندرسکی، تاریخ شفاهی کاخ گلستان  و تاریخ شفاهی محله منیریه در دست اجرا می‌باشد.
برگزاری جلسات هم‌اندیشی و گفتمان هنر و معماری 
به منظور ایجاد فضای هم‌اندیشی و گفتمان و نفی یکسونگری و پرهیز از دنباله روی آنچه در عرصه فرهنگ به باورهای ناهنجار بدل می‌گردد و ترویج تفکر و اندیشه جامع نگر و جهان بینی انسان محور و نگرش واقع گرایانه، انجمن مفاخر معماری ایران پس از برگزاری نشست‌های معماری برای مخاطبان عام در دفتر روزنامه‌های کثیرالانتشار و با حضور صاحب نظران و استادان در سال ۱۳۸۴، از شهریور ماه سال ۱۳۸۷ اقدام به‌طور منسجم اقدام به برگزاری جلسات و نشست‌های عمومی‌کرده که تاکنون بیش از ۲۰۰ جلسه هم‌اندیشی در موضوعات مختلف برگزار شده‌است.
مرکز اسناد و کتابخانه انجمن
در حال حاضر انجمن دارای آرشیو غنی از عکس و مدارک مربوط به بناهای باستانی و تاریخ معماری کشور است که هر سال در تهیه سررسید انجمن از آن بهره‌برداری می‌شود. این اسناد، در صورت تأمین فضای بهره‌برداری مناسب، در اختیار همگان قرار خواهد گرفت.
در همین راستا انجمن اقدام به راه‌اندازی کتابخانه آنلاین معماری و هنر کرده‌است که از طریق آن برخی از کتاب‌ها و منابع مطالعاتی را در اختیار علاقمندان و پژوهشگران قرار می‌دهد.
ایران‌شناسی و معرفی استان ها
به منظور معرفی و نکوداشت مظاهر تاریخی اجتماعی و فرهنگی مناطق مختلف ایران، انجمن، طرح ایران‌شناسی (با معرفی سالیانه هر استان) را در دست اجراء دارد برگزیده محورهای معرفی شامل این عناوین است:
- معرفی آثار تاریخی و جلوه‌های طبیعی و زیست‌محیطی.
- معرفی فعالیت‌های اجتماعی، فرهنگی، بهداشتی، آموزش عالی و . . .
- بزرگداشت و تجلیل بزرگان فرهنگ و ادب و علوم.
- برگزاری همایش‌های علمی، تخصصی و هنری در زمینه‌های مورد نیاز.

در این راستا از سال ۱۳۸۶ تاکنون استان‌های سمنان، زنجان، مرکزی، همدان، بوشهر، گلستان و گیلان به عنوان استان سال معرفی شده و اهداف فوق پیگیری شده‌اند.
انتشار کتاب
انجمن مفاخر معماری ایران، در راستای اعتلای فرهنگ معماری کشور و حفظ دست‌آوردهای آن اقدام به انتشار و همکاری در نشر کتاب‌های مختلف نموده‌است. برخی از کتاب‌های چاپ شده انجمن به شرح زیر می‌باشد:
- چهل ستون
- کتاب معماران ایران (۲ جلد)[۹]
- اسرار شیدایی[۱۰]
- اندیشه معماران معاصر ایران (4 جلد)[۱۱]

همکاری و مشارکت در ثبت و تأسیس موسسه‌های تخصصی
در این راستا انجمن در ثبت و تأسیس موسسات تخصصی در زمینه‌های مرتبط با معماری و فرهنگ معماری همکاری نموده و با مشارکت این موسسات اقدام به برگزاری جشنواره‌های آموزشی و فعالیت‌های دیگر نموده‌است. برخی از این فعالیت‌ها عبارتند از:
- همکاری با موسسه مطالعات منظر پایدار و برگزاری دوسالانه منظر[۱۲][۱۳]
- همکاری با موسسه مطالعاتی جهان باغ ایرانیان و برگزاری جشنواره باغ ایرانی[۱۴]
- همکاری با موسسه تاریخ شفاهی معماری و شهرسازی اندیشه معاصر در پروژه‌های اجرایی.
- همکاری با موسسه توسعه مطالعات سازه‌های آشوری و برگزاری همایش در خصوص معماری و فرهنگ آشوری[۱۵]
- همکاری با موسسه میراث مشترک سرزمین پایه در پروژه‌های تحقیقاتی.[۱۶]